# Kallbach und Rotzbach
Koordinaten: 50° 30′ 20″ N, 6° 30′ 15″ O
Das Naturschutzgebiet Kallbach und Rotzbach liegt auf dem Gebiet der Gemeinde Kall im Kreis Euskirchen in Nordrhein-Westfalen.
Das Gebiet erstreckt sich südwestlich des Kernortes Kall und südöstlich der Kernstadt Schleiden entlang des Kallbaches und des Rotzbaches, eines linken Zuflusses des Kallbaches. Nördlich des Gebietes verläuft die Landesstraße L 105, westlich die B 258 und am südlichen Rand die Kreisstraße K 64.

## Bedeutung
Das etwa 74,9 ha große Gebiet wurde im Jahr 2005 unter der Schlüsselnummer EU-135 unter Naturschutz gestellt.